# Белтон-хаус
Бельтон-хаус (Belton House) — загородная усадьба графов Браунлоу в Белтоне, неподалёку от Грантема, графство Линкольншир, Англия. Вокруг поместья разбит классический сад с сетью дорожек, ведущих к разбросанным по территории подсобным зданиям (конюшни, ворота и т. п.), а также архитектурным капризам.
Усадебный дом, построенный в 1685-88 годах в провинциальной для того времени манере с небольшим куполом, является ярким образцом архитектуры периода Реставрации Стюартов. Он принадлежит к числу наиболее типичных усадебных домов британской аристократии XVII—XVIII вв. — строго симметричный фасад с чётко выраженным фронтоном, господство прямых линий, большие прямоугольные окна с импостами. Теоретические выкладки Палладио просеяны через художественные принципы Иниго Джонса и других английских архитекторов-практиков. Глубина центральной части здания составляет всего две комнаты. Здание облицовано анкастерским известняком. Материал угловых тёсаных камней — светлый камень из Кеттона.
В течение трёхсот лет Белтон-хаус был родовым поместьем графов Браунлоу, чьи предки занялись скупкой окрестных земель в XVI веке. В 1984 г. семейство Браунлоу приняло решение передать Белтон-хаус со всем его содержимым, включая собрание фамильных портретов, в распоряжение Национального фонда.

## Архитектура
Конец 17-го века в Англии был временем большого прогресса в дизайне. После суровых лет правления Содружества, после реставрации монархии в 1660 году начался большой расцвет и развитие как в архитектуре, так и в искусстве. Изгнанники-роялисты и богатые молодые люди, совершавшие грандиозные гастроли, возвращались домой с новыми идеями — зачастую экстравагантными вариациями на классические темы.
Для Англии это было началом эпохи барокко.
Новая волна архитекторов, таких как Роджер Пратт, Джон Уэбб и сэр Кристофер Рен, не только строила огромные здания в стиле Ренессанса, но и трансформировала существующие старые дома. Примером использования старых домов является Coleshill House в Беркшире, где Пратт превратил средневековый, но теперь ненужный большой зал в классически вдохновленный вестибюль с императорской лестницей.

## Сады
В 1690 году сэру Джону Браунлоу было предоставлено разрешение огораживать территорию площадью 1000 акров (4 км2) для превращения в парк, а также грант на содержание оленей. Есть основания предполагать, что часть этой территории была парком, по крайней мере, с 1580 года. Парк был разбит аллеями, включая уцелевшую Восточную аллею, которая вела на восток от дома. В Браунлоу также был вырыт большой пруд или озеро и посажено 21 400 ясеней, 9 500 дубов и 614 фруктовых деревьев. Считается, что Уильям Уинд, возможно, консультировал по планировке садов.